# Crimson (album, Edge of Sanity)
Crimson (v překladu karmínový) je páté studiové album švédské deathmetalové kapely Edge of Sanity. Vydáno bylo v roce 1996 hudebním vydavatelstvím Black Mark Productions. Je to první konceptuální album kapely, které vstoupilo do povědomí posluchačů jako „deathmetalová opera“ (jedná se o jednu dlouhou skladbu vyprávějící příběh o lidské civilizaci, která se nachýlila ke svému konci). Na tomto albu hostoval Mikael Äkerfeldt z kapely Opeth. Navazujícím albem je pokračování z roku 2003 s názvem Crimson II.

## Seznam skladeb
1. Crimson – 40:00
2. Murder. Divided. – 3:16 (bonusová skladba na japonské edici)

## Sestava
- Dan Swanö – vokály, kytara, klávesy
- Andreas Axelsson – kytara
- Benny Larsson – bicí
- Anders Lindberg – baskytara
- Sami Nerberg – kytara